# Avraham Adan
Avraham "Bren" Adan (n. 5 octombrie 1926, Kfar Giladi⁠(d), Palestina sub mandat britanic – d. 28 septembrie 2012, Ramat HaSharon⁠(d), Districtul Tel Aviv, Israel) a fost un general israelian,  comandant al fortelor de blindate și in 1974 -  al Comandamentului de Sud, al armatei israeliene, servind în armata țării sale între anii 1947-1973.

## Cariera militară
A intrat în Palmach în 1943. În timpul Războiului arabo-israelian din 1948 a fost comandant de companie în Batalionul 8 al Brigăzii Negev și a participat la Operațiunea Uvda, în care brigada a capturat avanpostul iordanian din Umm Rashrash, acum cunoscut sub numele de Eilat, aflat în vârful cel mai sudic al statului nou creat. El a fost cel care a înălțat steagul israelian improvizat (Steagul de cerneală), pretinzând teritoriul pentru Israel, așa cum se vede în faimoasa fotografie a evenimentului. Imaginea iconică a fost comparată cu ridicarea steagului american pe insula Iwo Jima în cel de-al Doilea Război Mondial.

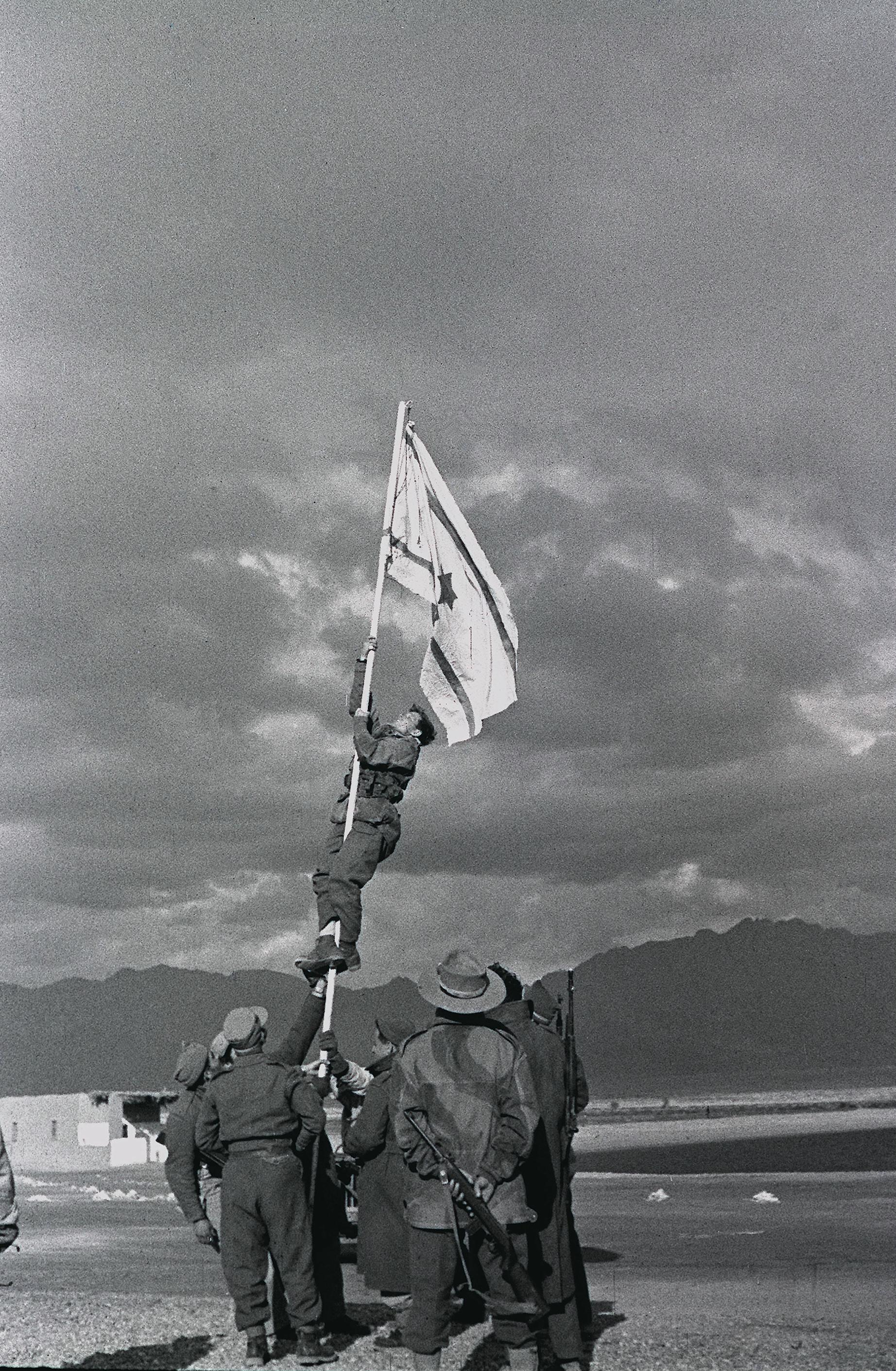
Adan, înălțând Steagul de cerneală la Eilat, pe atunci (Umm Rashrash)

Adan s-a alăturat Corpului de Blindate în 1949 și a fondat prima unitate de tancuri Sherman din armata israeliană. În timpul Războiului din Suez din 1956,ca locotenent-colonel, Adan a comandat Batalionul 82 al Brigăzii Armatei 7 din Sinai, învingând mai multe forțe egiptene din regiune. După război, a devenit ofițer de operațiuni al corpului, apoi comandant al Brigăzii 7 și al Școlii de Blindate. În timpul Războiului de Șase Zile din 1967, Adan a fost comandantul adjunct al Corpului de blindate și al celei de-a 31-a divizii de blindate, luptând din nou în Sinai. La 10 martie 1969, el a devenit comandantul Corpului de blindate al armatei israeliene.
Generalul-maior Adan apăra porțiunea de nord a apărării israeliene de-a lungul canalului Suez, când a izbucnit Războiul de Iom Kipur din 1973.  În calitate de comandant al Diviziei 162, divizia sa a suferit pierderi grele între 6 și 8 octombrie, în încercări repetate de a opri atacul egiptean și de a-i împinge înapoi peste canal. Mai târziu, în timpul războiului, a condus unitatea de-a lungul canalului Suez pe teritoriul egiptean la nord de Marele Lac Amar, în timpul Operațiunii Omul Curajos (Stouthearted Men). Apoi el și-a manevrat soldații spre sud spre Orașul Suez, unde a înconjurat Armata a treia egipteană.

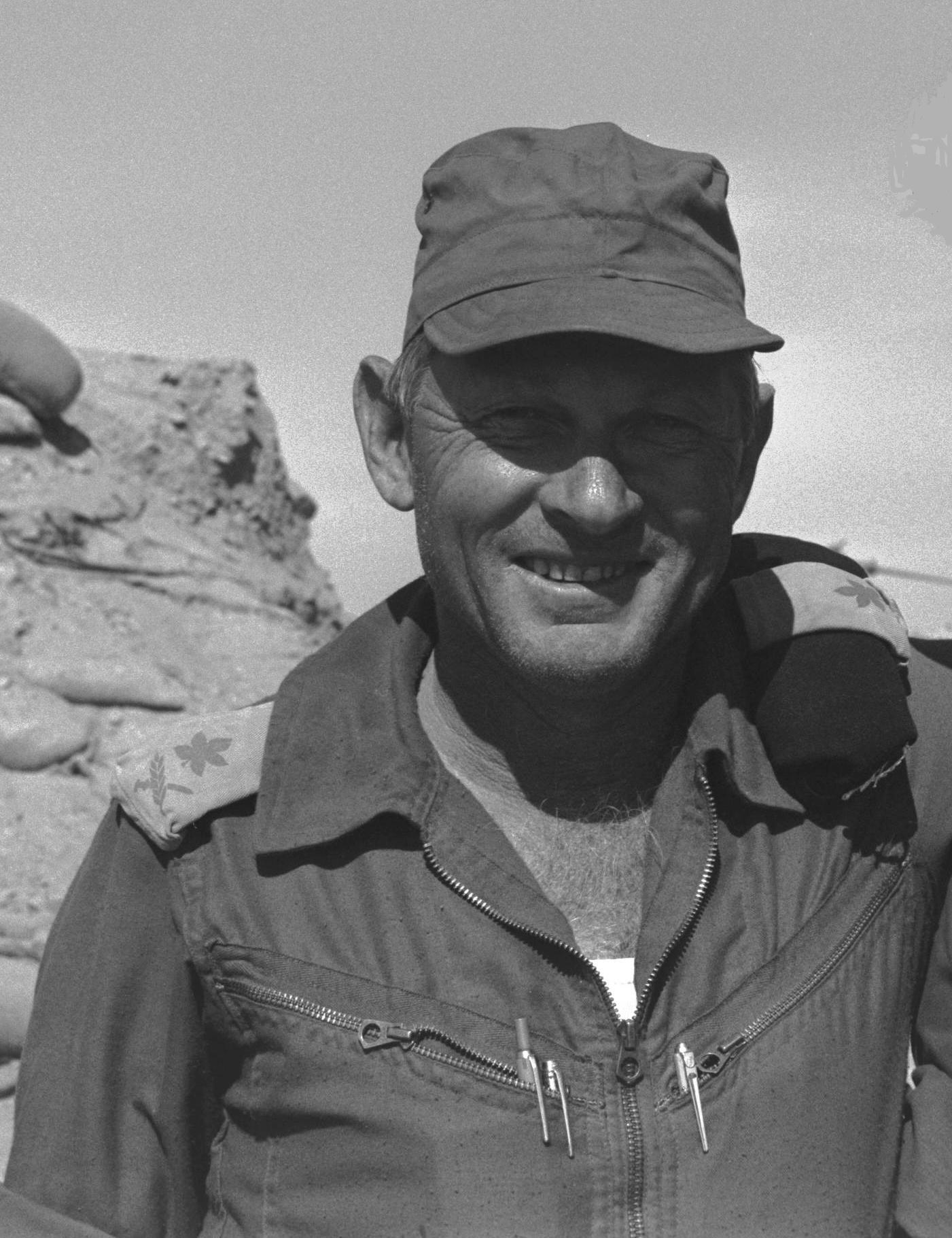
Generalul Avraham Adan la 27 octombrie 1973 lângă Canalul de Suez, fotografie de David Rubinger

Din 1974 până în 1977 a servit drept atașat militar al Israelului la Washington, DC.
Adan s-a numărat printre fondatorii kibuțurilor Nirim și Gvulot.

## Lucrări publicate
- en  On Both Banks of the Suez (1979). Editura Idanim.
- en  Up to the Ink Flag (1984). Editura Ministerului Apărării.